# NGC 2803
NGC 2803又称PCG 26181，是一个位于巨蟹座的椭圆星系或透鏡狀星系，1784年3月21日由威廉·赫歇爾发现。